# Carrollton (Misuri)
Carrollton es una ciudad ubicada en el condado de Carroll en el estado estadounidense de Misuri. En el Censo de 2010 tenía una población de 3784 habitantes y una densidad poblacional de 349,19 personas por km².

## Geografía
Carrollton se encuentra ubicada en las coordenadas 39°21′49″N 93°29′42″O / 39.36361, -93.49500. Según la Oficina del Censo de los Estados Unidos, Carrollton tiene una superficie total de 10.84 km², de la cual 10.8 km² corresponden a tierra firme y (0.38%) 0.04 km² es agua.

## Demografía
Según el censo de 2010, había 3784 personas residiendo en Carrollton. La densidad de población era de 349,19 hab./km². De los 3784 habitantes, Carrollton estaba compuesto por el 95.22% blancos, el 2.99% eran afroamericanos, el 0.13% eran amerindios, el 0.24% eran asiáticos, el 0.08% eran isleños del Pacífico, el 0.16% eran de otras razas y el 1.19% pertenecían a dos o más razas. Del total de la población el 1.77% eran hispanos o latinos de cualquier raza.